# Sulcomitrella
Sulcomitrella is een geslacht van weekdieren uit de klasse van de Gastropoda (slakken).

## Soorten
- Sulcomitrella adversa K. Monsecour & D. Monsecour, 2016
- Sulcomitrella aikeni (Lussi, 2009)
- Sulcomitrella alisiensis K. Monsecour & D. Monsecour, 2016
- Sulcomitrella circumstriata (Schepman, 1911)
- Sulcomitrella evanescens K. Monsecour & D. Monsecour, 2016
- Sulcomitrella imbecillis K. Monsecour & D. Monsecour, 2016
- Sulcomitrella imperfecta K. Monsecour & D. Monsecour, 2016
- Sulcomitrella kanamaruana (Kuroda, 1953)
- Sulcomitrella monodonta (Habe, 1958)